# Специјална антитерористичка јединица (Република Српска)
Специјална антитерористичка јединица (САЈ) специјална је полицијска јединица која спада међу најелитније основне организационе јединице Полиције Републике Српске, односно Министарства унутрашњих послова Републике Српске. Основна намјена специјалне антитерористичке јединице је извршавање најсложенијих задатака и директних интервенција у области антитероризма, ослобађања талаца, успостављања јавног реда и мира у ситуацијама високог ризика, и пружања помоћи у ванредним ситуацијама. Специјална јединица полиције МУП-а Републике Српске извршава задатке на копну, води и ваздуху. Специјална бригада полиције је настала 1992. године.
Ратни командант бањалучког одреда Специјалне бригаде полиције, Драган Лукач, постао је Министар унутрашњих послова Републике Српске 18. децембра 2014.

## Организација
Јединица је организована у складу са европским стандардима специјалних јединица полиције, тако да њена структура и бројно стање омогућавају квалитетну обуку и високу оперативност у извршавању намјенских задатака.

### 1992—97.
Бригада је током рата више пута мењала формацију, што је пратило и промене у бројном стању и основној намени. На самом почетку рата, на платном списку бригаде било је 174 припадника, да би тај број 1995. године порастао на 1.777 бораца.
Специјална бригада полиције је првобитно била организована као маневарска јединица, намијењена за брза полицијска дејства: антитерористичко реаговање, заштита председника Републике Српске, под чијом директном командом се јединица налазила, и слично; била је распоређена по територијалном принципу у 9 одреда (Специјални одреди полиције — СОП) и база дуж читаве територије Републике Српске под српском контролом. Од мирнодопске улоге специјалне полиције, међутим, претворена је усљед ратног стања у формацију која је садејствовала са Војском Републике Српске у готово свим офанзивним и противдиверзантским дјеловањима. Врло често, Специјални одреди су дјеловали заједно са јединицама ПЈП Станица јавне безбједности у чијим општинама су вршена дејства. Формацијски, бригада је осим 9 одреда имала и команду бригаде, инструкторски тим, одељење везе и вод за логистичку подршку.
Одреди:
- I — Пале
- II — Шековићи
- III — Требиње
- IV — Бијељина
- V — Добој
- VI — Бања Лука
- VII — Приједор
- VIII — Српска Илиџа
- IX — Србиње

Сваки одред је имао исти састав и бројао је у просјеку 200 бораца. Осим команде одреда, СОП је имао и три специјална пјешадијска вода, оклопно-механизовани вод, минобацачки вод (60 мм и 82 мм), логистички вод и одјељење за везу. Сваки специјални пјешадијски вод је осим команданта имао три пјешачка одељења по десет бораца; свако одјељење је у свом саставу имало снајпер и митраљез Застава М84.
Центар за обуку: Јахорина.
Командна база: Јања код Бијељине.

### Организација 2007.
- Команда Специјалне јединице полиције — руководећа и командна улога
  - А тим — Упадни
  - Б тим — Специјализовани
  - Ц тим — Хеликоптерски тим
  - Група за аналитику и обуку
  - Одељење за техничку службу

## Историја
На дан 4. априла 1992. године дошло је до подјеле између политичких представника Срба, Муслимана и Хрвата, тако да је имовина Јединице милиције за специјална дејства МУП-а СР БиХ подијељена између новооснованог МУП-а Републике БиХ и МУП-а Републике Српске. Припадници јединице српске националности ће основати Специјалну бригаду милиције, у саставу МУП-а Републике Српске.
Према договору, зграда Школског центра за обуку полицајаца на Врацама је припала Србима, док је Муслиманима припала зграда Дома полиције. Око 40 припадника специјалне јединице српског МУП-а предвођени Миленком Каришиком су 5. априла 1992. године из базе у Кртељима кренули да преузму школу на Врацама и том приликом нападнути од стране 170 Зелених беретки. Приликом приласка школи, припадници српске специјалне јединице су упали у унакрсну ватру из правца Шанца (Шамац), Грбавице, самог Школског центра, као и околних кућа око школског центра. Борба је трајала око 4 часа, а том приликом су ослобођени таоци који су се налазили у школи, а наоружани курсисти су заробљени. Том приликом су погинули Миле Лиздек и Милорад Пупић, а тројица специјалаца су рањена. Касније су на територији Републике Српске на добровољној основи регрутовани нови припадници бригаде. Веома мобилна и добро опремљена, јединица је учествовала у свим операцијама које је изводила Војска Републике Српске. Други командант у току рата је био генерал Горан Сарић који је на том мјесту остао све до 1998. године. Радован Караџић је за заслуге у рату бригаду одликовао Орденом Немањића, највећим одликовањем Републике Српске за војне заслуге.
Током рата у БиХ погинула су 144 припадника бригаде, а око 400 је лакше и теже рањено.
У периоду од 1995. до 2001. године дошло је до цјелокупне трансформације Бригаде под надзором међународних организација. Потписивањем Дејтонског мировног споразума, који је предвидио расформирање специјалних формација и повлачење у базе/касарне, јединица мијења назив у Бригада полиције за антитерористичка дејства. Реорганизацијом 1998. године јединица добија назив Служба специјализоване полиције са сједиштем команде у Јањи код Бијељине. Расформирани су одреди у Приједору и Илиџи, a одреди Требиње и Фоча су интегрисани са базом на Тјентишту. Преостали одреди трансформисани су у специјализоване тимове. Реорганизацијом 1999/2000. године команда Службе специјализоване полиције је премјештена из Јање у Бању Луку. Расформирани су сви одреди осим одреда у Јањи и Бањој Луци. Специјализовани тим лоциран је у Бањој Луци и трансформисан у Антитерористички тим.
Године 2001. расформиран је и одред у Јањи, Служба специјализоване полиције наставља рад у бази Раковачке Баре у Бањој Луци, у чијем саставу се налазио Антитерористички тим, Специјализовани тим и Механизовани тим. Године 2004. добија назив Специјална јединица полиције, а од краја 2005. године сједиште и база јединице су били у касарни Сарица, у Трну код Лакташа. Дана 8. августа 2016. године ступањем на снагу Правилника о унутрашњој организацији и систематизацији радних мјеста у МУП-у Републике Српске, Јединица добија назив Специјална антитерористичка јединица. Сједиште јединице је премјештено у Центар за обуку МУП-а Републике Српске у Залужанима, након његове изградње 2018. године.

### Ратни пут 1992—1995.
Носиоци борбених дејстава у рату су били Специјални одреди; најчешће су у једној операцији учествовали два или више одреда. У 1993. години, састави бригаде су учествовали у операцији Дрина. У 1994. години, јединице бригаде су биле на челу у операцијама ВРС Звезда и Штит. Одреди бригаде су се посебно истакли током 1995. године, када су прво осујетили офанзиву АРБиХ на планини Мајевици (2. и 4. одред), а потом деблокирали правце Семизовац - Средње и Трново - Пале током Сарајевске офанзиве. У другој половини 1995. године, 6. 7. и 8. одред Бригаде бранили су зону одговорности (на потезу Љубија - Мањача - Бочац) првог и другог крајишког корпуса у склопу операције Вагањ. 3. и 4. одред су послати у Источну Славонију ради одбране од могућег напада Хрватске војске.

## Имена јединице кроз историју
- Специјална бригада милиције (1992 — 1993)
- Специјална бригада полиције (од 1993)
- Бригада полиције за антитерористичка дејства (до 1998)
- Служба специјализоване полиције (1998 — 2004)
- Специјална јединица полиције (2004 — 2016)
- Специјална антитерористичка јединица (од 2016)

## База и команда јединице кроз историју
- Јања, општина Бијељина (1992 — 2000)
- касарна Раковачке Баре, Раковачке Баре, Град Бања Лука (2000 — 2005)
- касарна Сарица, Трн, општина Лакташи (2005 — 2018)
- касарна Залужани, Залужани, Град Бања Лука (од 2018)

## Команданти кроз историју
- Миленко Каришик (1992 — 1993)
- Горан Сарић (1993 — 1997)
- Душко Јевић (1997 — 1999)
- Драган Лукач (1999 — 2004)
- Ранко Вуковић (2004 — 2006)
- Предраг Крајновић (2006 — 2015)
- Драган Рибић (2015 — 2018)
- Горан Балабан (од 2018)

## Садашња улога
- сузбијање тероризма
- рјешавање талачких ситуација
- успостављање јавног реда и мира у ситуацијама високог ризика
- пружање помоћи у ванредним ситуацијама